# Walter Steinegger
Walter Steinegger (* 5. November 1928 in Innsbruck; † 12. Oktober 2022 in Hall i. Tirol) war ein österreichischer Skispringer.
Steinegger gehörte zum österreichischen Aufgebot für die Olympischen Winterspiele 1952 in Oslo und sprang von der Normalschanze auf den 14. Platz. Ab 1953 sprang Steinegger bei der Vierschanzentournee. Bereits in seinem ersten Springen in Garmisch-Partenkirchen am 1. Januar 1953 sprang er dabei mit dem 9. Platz unter die besten Zehn. Am Ende belegte er den 8. Platz in der Gesamtwertung der Vierschanzentournee 1953. Am zweiten Wettkampftag (10. März 1956) bei der Skiflugwoche am Kulm wurde er Fünfter. Seine erfolgreichsten Tourneen bestritt er von 1956 bis 1958.
Nachdem er die Vierschanzentournee 1956/57 bereits auf dem 5. Platz in der Gesamtwertung beendet hatte, konnte er diesen Erfolg ein Jahr später wiederholen. Zudem sprang er am 29. Dezember 1957 mit dem 3. Platz in Oberstdorf das einzige Mal in seiner Karriere aufs Podest. Am 1. Januar 1958 verpasste er in Garmisch-Partenkirchen diesen Platz nur knapp und wurde Vierter. Den Sprunglauf am 9. März bei der Nordischen Skiweltmeisterschaft 1958 in Lahti schloss er mit Rang 14 ab. Die Vierschanzentournee 1958/59 beendete er außerhalb der Wertungsränge. Ein Jahr später sprang er jedoch bei der Vierschanzentournee 1959/60 noch einmal auf den 8. Platz in der Tournee-Gesamtwertung. Auf Grund dieses Erfolges gehörte er bei den Olympischen Winterspielen 1960 in Squaw Valley erneut zum Aufgebot der Österreicher. Dabei belegte er von der Normalschanze den 16. Platz. In den folgenden Jahren nahm Steinegger noch mehrmals erfolglos an der Vierschanzentournee teil, bevor er nach der Vierschanzentournee 1962/63 seine aktive Skisprungkarriere beendete.